# Asō (Unternehmen)
K. K. Asō (jap. 株式会社麻生, engl. Aso Corporation) ist ein japanischer Mischkonzern, der unter der Marke Asō Group vor allem in den Bereichen Baustoffe, Immobilien und Medizin tätig ist. Er hat seinen Sitz in Iizuka in der Präfektur Fukuoka.
Die Leitung des Unternehmens hat Yutaka Asō (jap. 麻生 泰 Asō Yutaka), der jüngere Bruder des Politikers Tarō Asō und ältere Bruder der Prinzessin Tomohito von Mikasa.

## Geschichte
Die Unternehmensgeschichte geht auf den Unternehmer und Politiker Asō Takichi (麻生 太吉) zurück, der 1872 mit dem Betrieb einer Kohlemine begann. Er beteiligte sich an der Gründung einer Bank, einer Eisenbahngesellschaft und eines Elektrizitätsunternehmens. 1911 eröffnete er ein Krankenhaus für Minenarbeiter, das Asō Tankō Byōin (heute: Iizuka Byōin). 1918 wurde sein bisheriges Einzelunternehmen als Asō Shōten K.K. in eine Aktiengesellschaft umgewandelt. Nach Asō Takichis Tod 1933 übernahm sein Enkel, Asō Takakichi (麻生 太賀吉), Schwiegersohn des späteren Premierministers Yoshida Shigeru, die Leitung des Unternehmens.
1934 begann Asō mit der Zementherstellung. 1939 eröffnete das erste Asō-Juku („Paukschule“), heute betreibt das Unternehmen 12 spezialisierte Schulen in Fukuoka, Kitakyūshū und Iizuka. Nach dem Zweiten Weltkrieg kamen weitere Tochterunternehmen vor allem in der Baustoffindustrie (Asō Cement als Ausgründung, Asō Concrete, Asō Foam Crete) hinzu. 1966 wurde bei der Schaffung der eigenständigen Asō Cement K.K. das Mutterunternehmen Asō K.K. neu gegründet. 1973 wurde der Asō Iizuka Golf Club eröffnet.
1973 begann mit der Übernahme der stellvertretenden Geschäftsführung durch Tarō Asō, Takakichis ältesten Sohn, die Übergabe an die nächste Generation. 1976 rückte er als Vorstandsvorsitzender (shachō) an die Spitze auf, überließ die Leitung aber 1979 nach seiner Wahl ins Parlament seinem Bruder Yutaka. 1980 gab Asō Takakichi auch die eher repräsentative Position des Vorsitzenden (kaichō) auf.
2001 stieg der französische Baustoffhersteller Lafarge mit rund 40 % des Kapitals bei Asō Cement ein, das Tochterunternehmen heißt seitdem Asō Lafarge Cement K.K. (engl. Lafarge Aso Cement Co., Ltd.).

### Einsatz von Zwangsarbeitern im Zweiten Weltkrieg

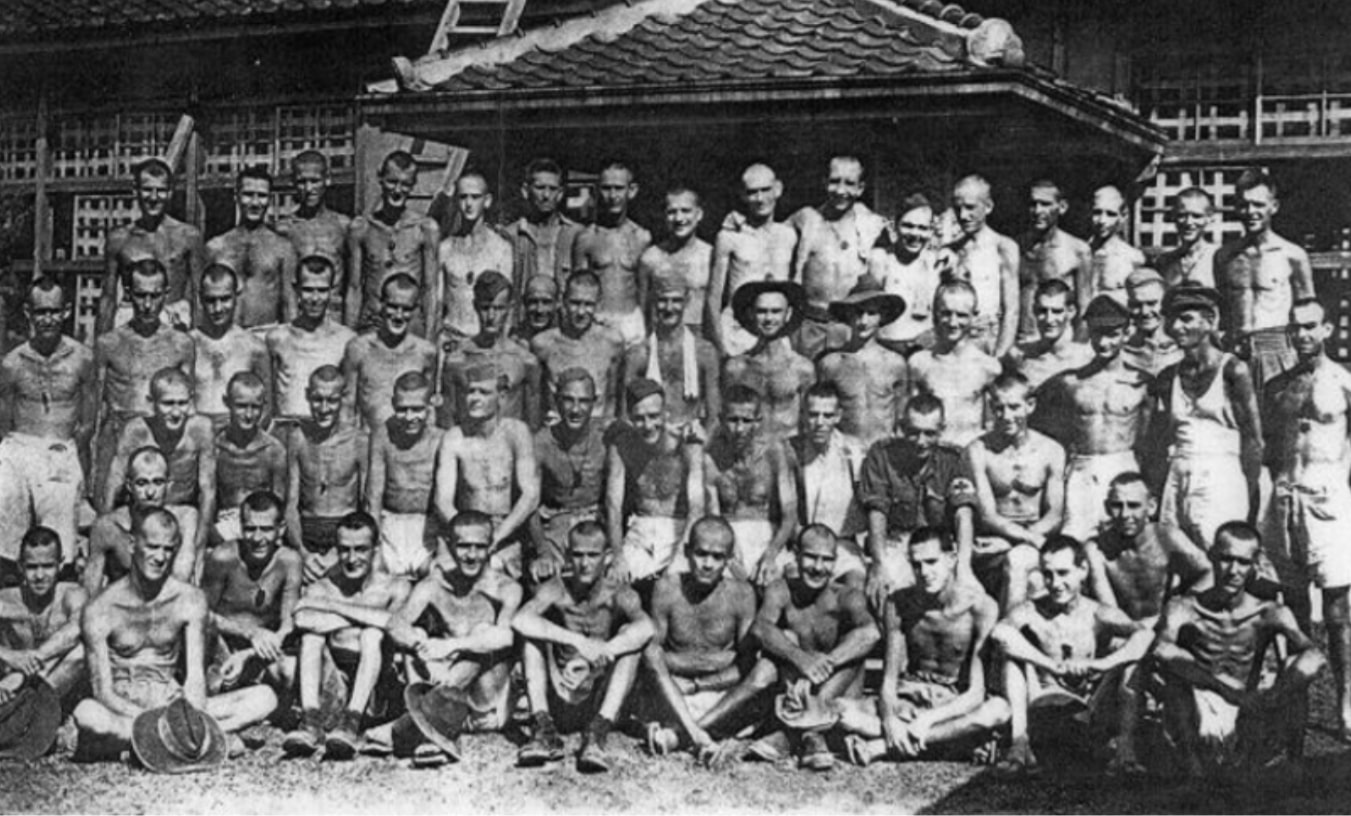
Australische Kriegsgefangene bei Asō Kōgyō kurz nach Kriegsende im August 1945

Während Tarō Asōs Amtszeit als Außenminister forderten 2006 ehemalige Zwangsarbeiter der Yoshikuma-Kohlemine in der Präfektur Fukuoka der Asō Kōgyō (麻生鉱業, engl. Aso Mining) – später Teil von Asō Cement – eine Entschuldigung und finanzielle Entschädigung ein. Tarō Asō gab erst nach seinem Amtsantritt als Premierminister im Oktober 2008 eine öffentliche Erklärung ab, in der er zugab, dass alliierte Kriegsgefangene in der Mine gearbeitet hatten. Im Dezember 2008 wurden während einer Sitzung des auswärtigen Ausschusses des Sangiin (Oberhaus) Dokumente der japanischen Regierung vorgelegt, die bestätigten, dass 197 australische, 101 britische und zwei niederländische Zwangsarbeiter 1945 in der Kohlemine eingesetzt worden waren. Der demokratische Abgeordnete Yukihisa Fujita beantragte eine Untersuchung darüber, ob die eingesetzten Zwangsarbeiter in Verstoß gegen die Genfer Konventionen misshandelt worden waren.

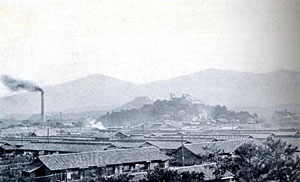
Die von Asō betriebene Yoshikuma-Kohlemine 1933, in der während des Pazifikkriegs Zwangsarbeiter eingesetzt wurden

Neben den alliierten Kriegsgefangenen wurden zwischen 1939 und 1945 geschätzt insgesamt 12.000 koreanische Zwangsarbeiter für Asō rekrutiert. Während sich viele durch Flucht der Arbeit in den Minen entziehen konnten, belegt ein Polizeibericht aus dem Jahr 1944 knapp 8.000 koreanische Rekrutierte bei Asō Kōgyō und über 50 Todesfälle. Die meisten koreanischen Zwangsrekruten in Japan wurden für ihre Arbeit nie bezahlt oder entschädigt.

## Tochterunternehmen
Zur Asō Group gehörten 2020 101 Unternehmen, die meisten davon mit Sitz in der Präfektur Fukuoka.

## Eigentümer
Größte Einzelaktionäre von Asō sind das Asō Juku mit 18,89 % Yutaka Asō mit 5,35 % und die Mizuho Bank mit 4,98 % der Aktien.